# توم كاهيل
توم كاهيل (بالإنجليزية: Tom Cahill)‏ هو عسكري أمريكي، ولد في 11 أكتوبر 1919 في فايتفيل في الولايات المتحدة، وتوفي في 29 أكتوبر 1992 في سكنيكتادي في الولايات المتحدة.

## وصلات خارجية
- توم كاهيل على موقع إن إن دي بي (الإنجليزية)